# Dying to Try
«Dying to Try» —[ˈdaɪ.ɪŋ tuː tɹaɪ]; en español: «Muriendo por intentar»— es una canción compuesta por Jörgen Elofsson y James Newman e interpretada en inglés por Brendan Murray. Fue elegida para representar a Irlanda en el Festival de la Canción de Eurovisión de 2017 mediante la elección interna de la emisora irlandesa Raidió Teilifís Éireann (RTÉ) el 10 de marzo de 2017.

## Festival de Eurovisión

### Festival de la Canción de Eurovisión 2017
Esta fue la representación irlandesa en el Festival de Eurovisión 2017, interpretada por Brendan Murray.
El 31 de enero de 2017 se organizó un sorteo de asignación en el que se colocaba a cada país en una de las dos semifinales, además de decidir en qué mitad del certamen actuarían. Como resultado, la canción fue interpretada en noveno lugar durante la segunda semifinal, celebrada el 11 de mayo de 2017. Fue precedida por Dinamarca con Anja Nissen interpretando «Where I Am» y seguida por San Marino con Valentina Monetta y Jimmie Wilson interpretando «Spirit of the Night». La canción no fue anunciada entre los diez temas elegidos para pasar a la final, y por lo tanto no se clasificó para competir en esta. Más tarde se reveló que el país había quedado en 13º puesto con 86 puntos.